# AdventureQuest Worlds
AdventureQuest Worlds, AQWorlds ou simplesmente AQW, é um jogo de MMORPG em flash desenvolvido pela Artix Entertainment e disponibilizado em 2008. Idealizado por Adam Bohn, o jogo se passa no místico mundo de L.O.R.E. (Land of Rising Evil), onde seu herói vivencia uma sucessão de eventos curiosos que culminam na campanha principal, a caça pelos 13 Lordes do Caos.
O jogo conta com eventos semanais, novos conteúdos disponíveis em todas as sextas-feiras. Alguns eventos são únicos e concedem itens e badges raros por sua participação, enquanto outros são sazonais, podendo aparecer uma vez a cada ano. Há um aniversário em 10 de outubro, que permite que os jogadores participem dos eventos de aniversário e tenham acesso ao Underground Lab. Alguns eventos apresentam eventos ao vivo com artistas convidados como Voltaire, One-Eyed Doll, George Lowe, Paul and Storm, Jonathan Coulton, o elenco de Ctrl + Alt + Del, Ayi Jihu, ArcAttack, They Might Be Giants, Andrew Huang, Mia J. Park, Crüxshadows e Michael Sinterniklaas como a voz de Deady.

## AdventureQuest Worlds, os 13 Lordes do Caos
Em uma das sagas do jogo, o Herói tem o objetivo de derrotar todos os 13 Lordes do Caos. Todos eles comandados por Drakath. São eles:
- O 1° Lorde do Caos, Escherion: Sua saga se inicia em Mobius e se segue na Floresta de Faerie e nas Ruínas de Cornelis. Escherion utiliza como sua arma o Staff of Inversion (Cajado da inversão), uma espécie de cajado que inverte os distorce coisas materias, como as casas da vila de Mobius.
- O 2° Lorde do Caos, Vath: Vath, o segundo Lorde Caótico, é o rei dos Elfos negros, que após se tornar um Lorde Caótico, forçou seu reino a transformar os anões em escravos.
- O 3° Lorde do Caos, Kitsune: O 3º Lorde, Kitsune, era um guarda de Yokai antes de ser consumido pelo caos, ele é uma espécie de raposa, que pretende possuir a Hanzamune Dragon Koi blade, que será dada para o vencedor da competição da Ilha de Desing.
- O 4° Lorde do Caos, Wolfwing: O 4º Lorde Caótico, um humano, que foi mordido por um Lobisomem, porém, antes de virar um, foi mordido por Safiria, A vampira Rainha, fazendo com que Wolfwing se transforma-se em um Lobisomem-Vampiro.
- O 5° Lorde do Caos, que consiste em 2 Lordes caóticos, Discordia e Kimberly: Discordia é um brilhante e maravilhoso Músico. Fazendo muito sucesso em todos os lugares de L.O.R.E. Muitos pensam que ele é o verdadeiro Lorde Caótico, Porém a verdadeira é Kimberly, que canta na banda One-Eye-Doll (Nota: Essa banda realmente existe). A saga tem início no Mundo de Mythsong.
- O 6° Lorde do Caos, Ledgermayne: O 6º Lorde Caótico, que teve seu lugar na saga de Arcangrove, Ledgermayne, originalmente uma massa de energia flutuadora, porém foi transformada devido ao caos que lhe consumiu, tem uma forma de planta, com uma coroa de folhas, e no lugar da cabeça, tem uma bola roxa.
- O 7° Lorde do Caos, Tibicenas: Tibicenas é uma espécie de Djinn caótico, que tem origem na saga de Sandsea, um antigo mago das areias, que pode ser invocado por um anél caótico. Ele ajuda Zahart, a pessoa que possui o anel, a achar alguma coisa em Sandsea que o fizesse se tornar o rei.
- A 8° Lady do Caos, Khaasandra: Khaasandra, aparece na saga da guerra dos Horcs contra os Trolls. Khaasandra era profeta dos Trolls, seu irmão Krellenos era a única que acreditava nela, quando seu irmão foi infectado e se tornou o 9° Lorde do Caos, ela transferiu o chaos pra ela mesma se tornando a 9° Lord do Caos.
- O 9° Lorde do Caos, Iadoa: Iadoa, um renomado Cronomante, desapareceu por uma razão desconhecida. Quando ele retornou, ele foi infectado com o caos do Drakath. Após ser infectado, criou um plano para tentar destruir a celebração de ano novo.
- O 10° Lorde do Caos, Maximillian Lionfang: Um guarda leal do Rei Alteon, que parece odiar o mal e deseja que o mesmo seja destruído para sempre. Porém, ele fez um pacto com Drakath para conseguir poder.
- As 11° Lordes do Caos: As Twins: Xing e Xang, baseadas em Yin e Yang (Mitologia Chinesa), são as seguidoras do Drakath, elas o ajudam nas sagas, e aparecem em cutscenes (Pequenas cenas). Elas já estão acessíveis para combate, sendo que a Xang do Mal voltou para o Mirror Realm trocando de lugar com a Xang do bem, sendo que essa, faz uma espécie de fusão com Xing, transformando-se em Xiang.
- O 12° Lorde do Caos, Rei Alteon: Com a corrupção do Caos tomando o seu corpo, Alteon acaba fazendo seu reino em Swordhaven cair.
- O 13° Lorde do Caos, O Herói do jogo: Após confrontar Drakath no Mount DoomSkull, o herói (todos os jogadores) é escolhido para ser 13º e último Lorde do Caos, fazendo com que o mesmo se torne insano e provoque ataques por toda Lore.

## Classes
Existem 86 classes em todo o jogo, sendo criadas novas ocasionalmente. Aqui vai uma lista das atuais:

### A
- Abyssal Angel (AC) Acolyte Alpha DOOMmega Alpha Omega (Legend) Alpha Omega (Non-Legend) Alpha Pirate (Class) Arachnomancer (AC) Arachnomancer (Non-AC) Arcane Dark Caster ArchFiend Artifact Hunter (Class) (AC) Artifact Hunter (Class) (Merge) Assassin (Class)

### B
- Barber Bard BattleMage (Class) BattleMage of Love Beast Warrior BeastMaster (AC) BeastMaster (Non-AC) Berserker Beta Berserker BladeMaster (AC) BladeMaster Assassin (Class) BladeMaster (Quest) Blaze Binder (AC) Blaze Binder (Merge) Blood Ancient (AC) Blood Ancient (Merge) Blood Titan (Legend) Blood Titan (Non-Legend)

### C
- CardClasher (Class) Chaos Champion Prime (Class) Chaos Shaper Chaos Slayer Berserker (AC) Chaos Slayer Berserker (Non-AC) Chaos Slayer Thief (AC) Chaos Slayer Thief (Non-AC) Chaotic Slayer Cleric (AC) Chaotic Slayer Cleric (Non-AC) Chaotic Slayer Mystic (AC) Chaotic Slayer Mystic (Non-AC) Chrono Assassin (Class) (AC) Chrono Assassin (Class) (Merge) Chrono DragonKnight (Class) ChronoCommander ChronoCorruptor Chronomancer Chunin (AC) Chunin (Merge) Classic Alpha Pirate Classic Pirate (Class) ClawSuit Cryomancer (AC) Cryomancer (Merge) Cryomancer Mini Pet Coming Soon

### D
- Daimon (AC) Daimon (Legend) Dark BattleMage Dark Caster (Class) Dark Cryomancer Dark Legendary Hero Darkblood StormKing (AC) Darkblood StormKing (Non-AC) Darkside DeathKnight (Class) (AC) DeathKnight (Class) (Non-AC) DeathKnight Lord (Class) (AC) (1) DeathKnight Lord (Class) (AC) (2) DeathKnight Lord (Class) (Merge) Defender DoomKnight (AC) DoomKnight (Non-AC) DoomKnight OverLord Dragon Knight (Class) Dragon Shinobi (AC) Dragon Shinobi (Class) (Merge) Dragonlord (Class) Dragonslayer (Class) Dragonslayer General (Class) (AC) Dragonslayer General (Class) (Merge) Drakel Warlord (AC) Drakel Warlord (Legend)

### E
- Elemental Dracomancer (AC) Elemental Dracomancer (Non-AC) Enforcer Eternal Inversionist (Class) (AC) Eternal Inversionist (Class) (Non-AC) Evolved ClawSuit Evolved Dark Caster Evolved Leprechaun (AC) Evolved Leprechaun (Merge) Evolved Pumpkin Lord (Legend) Evolved Pumpkin Lord (Non-Legend) Evolved Shaman (AC) Evolved Shaman (Non-AC)
- Exalted Soul Cleaver

### F
Flame Dragon Warrior
Frostval Barbarian

### G
- Giftbox (Class) Glacial Warlord (Class) Great Thief Guardian (Class)

### H
- Healer Healer (Rare) Horc Evader (AC) Horc Evader (Non-AC)

### L
- Legendary ArchFiend Legendary Dark BattleMage Legendary Elemental Warrior Legendary Hero (Class) Legion Blademaster Assassin Legion DoomKnight (Class) (AC) Legion DoomKnight (Class) (Merge) (1) Legion DoomKnight (Class) (Merge) (2) Legion Evolved Dark Caster (Class) Legion Paladin (Class) Leprechaun Love Caster (Class) Lycan (Class) (AC) Lycan (Class) (Non-AC)

### M
- Mage Mage (Rare) Master Ranger MechaJouster MindBreaker Mystical Dark Caster  Master of Moglins

### N
- Naval Commander (Class) (AC) Naval Commander (Class) (Legend) Necromancer (AC) Necromancer (Merge) Necromancer (PTR) Ninja (Class) Ninja Warrior (Class) No Class NOT A MOD

### O
- Oracle

### P
- Paladin (Class) (AC) Paladin (Class) (Non-AC) Paladin High Lord PaladinSlayer Pink Romancer (Class) Pinkomancer Pirate Prismatic ClawSuit (Class) ProtoSartorium (Class) Pumpkin Lord Pyromancer (Class) (AC) Pyromancer (Class) (Merge)

### R
- Ranger Renegade Rogue Rogue (Rare) Royal BattleMage (Class) Rustbucket Royal Vampire Lord (AC)

### S
- Sakura Cryomancer (Class) Scarlet Sorceress (Class) (1) Scarlet Sorceress (Class) (2) Sentinel Shaman SkyGuard Grenadier (AC) SkyGuard Grenadier (Non-AC) Sorcerer Soul Cleaver StarLord StoneCrusher (AC) StoneCrusher (Merge)

### T
- The Collector (Class) (AC) (1) The Collector (Class) (AC) (2) The Collector (Class) (Merge) Thief of Hours (AC) Thief of Hours (Non-AC) TimeKiller Troll Spellsmith (AC) Troll Spellsmith (Non-AC) Troubador of Love (Class)

### U
- Ultra Elemental Warrior (Class) Ultra OmniKnight (AC) Ultra OmniKnight (Merge) Undead Goat UndeadSlayer (AC) UndeadSlayer (Legend) Unlucky Leperchaun (AC) Unlucky Leperchaun (Legend)

### V
- Vampire (Class)
- Vindicator Of They
- Void HighLord
- Vampire Lord

### W
- Warrior Class (Rare)
- Warlord Class
- Warrior Class
- Witch

## Classes Iniciais
Quando você for se cadastrar no jogo, terá que escolher uma das classes abaixo para começar a jogar:
- Warrior (Guerreiro)
- Mage (Mago)
- Rogue (Ladrão)
- Healer (Curandeiro)

## Classes Avançadas
- Necromancer: Rank 10 DoomWood
- Pirate
- Ninja
- Alpha Pirate
- Artifact Hunter
- Starlord
- Leprechaun
- Vampire
- Bard
- BladeMaster
- Elemental Dracomancer: Rank 10 EtherStorm
- Ultra Elemental Warrior
- Shaman: Rank 10 Arcangrove
- Evolved Shaman: Rank 10 Arcangrove
- Troll Spellsmith: Rank 10 Troll
- Paladin: Rank 10 Warrior, Rank 10 Healer e Rank 5 Good
- Beast Warrior
- Blood Ancient
- Card Clasher
- ChronoMancer
- Chrono Corruptor
- Time Killer
- Chunin
- Chaos Slayer: Rank 10 Chaos
- Chaos Shaper
- Chaos Champion Prime
- Cryomancer
- ClawSuit
- Dark Caster
- DeathKnight
- Defender
- Enforcer
- Rustbucket
- Evolved Leprechaun
- Guardian
- Horc Evader: Rank 10 Horc
- Darkside
- Master Ranger: Rank 10 Sandsea
- Mindbreaker
- Paladin HighLord
- Paladin Slayer
- Pumpkin Lord
- Pyromancer
- Blaze Binder
- Skyguard Grenadier: Rank 10 SkyGuard
- Thief of Hours: Rank 10 ChronoSpan
- Undead Slayer: Rank 10 DoomWood
- Vindicator Of They (Rare)
- Dragonlord
- Dragon Slayer
- Berseker
- Beta Berseker
- DoomKnight: Rank 10 Warrior, Rank 10 Healer e Rank 5 Evil
- DoomKnight Overlord
- Darkblood Stormking: Rank 10 ThunderForge
- Dragon Shinobi
- BattleMage: Rank 10 Swordhaven
- Royal BattleMage: Rank 10 Swordhaven
- Oracle
- Love Caster (Rare)
- Glacial Warlord (Rare)
- Sentinel
- The Collector

## Legends
Legends são jogadores que compram Upgrade no jogo, por meio de dinheiro real.
Upgrade libera o jogo todo, você pode ter pets, ir em lugares especiais, ter classes especiais, armaduras, armas, capacetes, capas e etc... Alguns tempos atrás, pessoas que compravam Upgrade no AdventureQuest Worlds eram chamados de ‘’Members’’, esse nome foi mudado para ‘’Legends’’.

## Reputações
Reputações vieram com as sagas dos Lordes Caóticos, ou outas sagas. É adquirida completando missões, algumas tem classes, as reputações vai de 1 até 10, lista das atuais reputações:
- DoomWood
- Ravenloss
- Arcangrove
- Alchemy
- Blacksmith
- Blade of Awe
- ChronoSpam
- Dwarfhold
- Loremaster
- Elemental master
- Etherstorm
- Evil
- Good
- Fishing
- Horc
- Troll
- Lycan
- Vampire
- Mythsong
- Necro Crypt
- Pet Tamer
- Sandsea
- SpellCrafting
- Skyguard
- SwordHaven
- ThunderForge
- Treasure Hunter
- Yokai
- Chaos

## Nulgath & Dage
São dois dos principais NPC’s do jogo.
Dage the Evil é o Lider da Undead Legion (Legião dos mortos-vivos), tem vários itens em seu shop, para entrar na Legion, você precisa comprar uma armor de 1,200 Adventure Coins, e fazer missões.
Nulgath (antigamente Miltonius) é o General do Sub-mundo, ele tem várias missões. Conhecido Por ter as armas mais fortes do jogo, porém, também as mais difíceis de ser adquiridas, pois suas missões podem levar semanas, uma das mais difíceis é a ‘’Juggernaut Itens of Nulgath’’, que tem as armas mais cobiçadas pelos jogadores. No aniversário de Nulgath é possível comprar sua armadura e itens exclusivos normalmente por Legend ou com AC. O mesmo ocorre no aniversário de Dage.
Nota: Nulgath poderá te atacar se você se mexer ou atacá-lo, lhe dando um dano de 3,000,000,000 até 6,000,000,000.
O jogo no momento se encontra em uma fase adaptativa para as novas exigências do mercado, não abrindo mão do 2D, os desenvolvedores criaram o Adventure Quest 3D, um jogo com a saga semelhante ao AQW, mas com a plataforma em 3D.